# Grundentlastung in Österreich 1848

Beginn und Kernaussagen des Grundentlastungspatents vom 7. September 1848

Als Grundentlastung in Österreich 1848 wird ein Bündel von Maßnahmen zur Reform der land- und forstwirtschaftlichen Rechtsbeziehungen in der Habsburgermonarchie bezeichnet. Diese Maßnahmen wurden in den Jahren ab 1848 umgesetzt. Die Aufhebung des Untertänigkeitsverhältnisses des Bauern zum jeweiligen Grundeigentümer (dessen Grundherrschaft) war ein Kernpunkt der Grundentlastung, begleitend zu ihr wurden auch staatliche Funktionen wie Steuereinhebung und Gerichtsbarkeit (die frühere Patrimonialgerichtsbarkeit) durch neue Behörden (Bezirksämter) neu organisiert. Bisherige persönliche Leistungspflichten der Bauern an die Grundherrschaften (Zehent, Robot, Laudemium, Mortuarium und andere Giebigkeiten etc.) wurden durch Leistungsverpflichtungen an die Steuerämter nach einheitlichen Regeln abgelöst. Die bis dahin berechtigten Grundherrschaften erhielten einen teilweise aus staatlichen Mitteln finanzierten Ausgleich, mussten in der Regel auf ein Drittel der Einkünfte verzichten, wurden aber auch von Aufgaben samt Kosten im Verwaltungs- und Gerichtsbereich entlastet, z. B. von den Arbeiten für die Werbbezirke und Grundbücher. Das bis dahin bestehende grundherrliche Obereigentum und die sich daraus ergebenden Leistungsverpflichtungen der Bauern bzw. Zustimmungsrechte der Grundherrschaften wurden ebenso wie die grundherrliche Gerichtsbarkeit und Polizeigewalt aufgehoben.
Die Grundentlastung setzte die „Bauernbefreiung“ weiter fort, die unter Kaiser Joseph II. 1781 im sogenannten Untertanenpatent mit der Aufhebung der Leibeigenschaft (aber der grundsätzlichen Beibehaltung der Eigentumsregeln mit Ober- bzw. Nutzungseigentum sowie der Untertänigkeit) begonnen hatte.
Wesentliche Grundlage war das Grundentlastungspatent des Kaisers Ferdinand I. vom 7. September 1848.

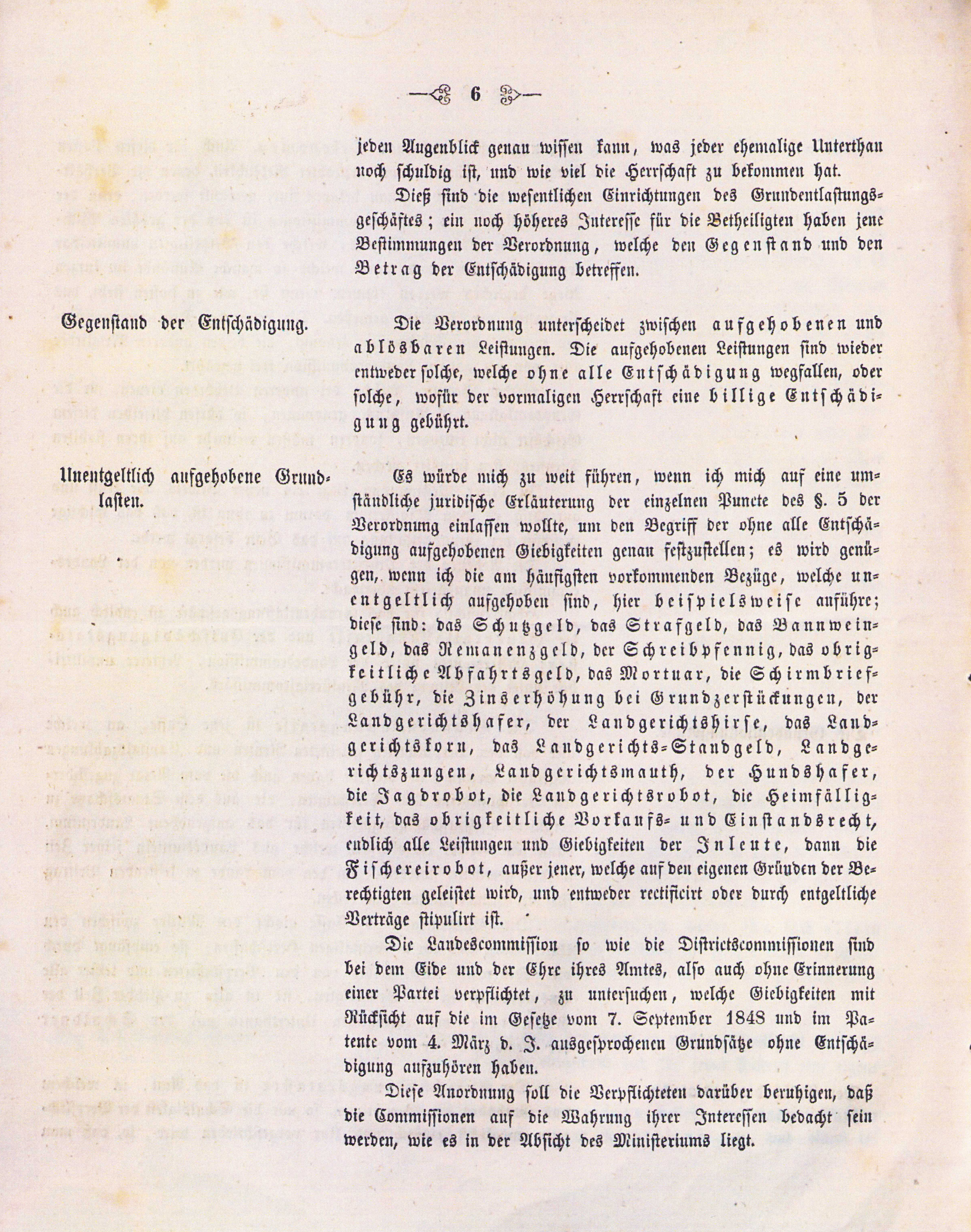
Seitenmitte: beispielsweise Aufzählung von ohne gesondertes Entgelt entfallenden Leistungspflichten der Bauern

## Hintergrund
Nach dem Hungerwinter von 1847/48 brach – nach dem Beispiel der französischen Februarrevolution – am 13. März 1848 in Wien die Märzrevolution aus. Als Folge wurde der Innenminister Franz von Pillersdorf von Kaiser Ferdinand mit der Ausarbeitung einer Verfassung beauftragt, die am 25. April 1848 vom Kaiser erlassen wurde. Diese Verfassung stieß aber auf heftige Kritik, und so kam es am 15. Mai 1848 zu einer Novelle, aufgrund der am 22. Juli 1848 das erste österreichische Parlament, der konstituierende Reichstag mit 383 Delegierten aus Österreich und den slawischen Ländern, von Erzherzog Johann einberufen wurde. Bei seiner dritten Sitzung am 26. Juli 1848 beschloss dieser Reichstag auf Antrag des Abgeordneten Hans Kudlich das sogenannte „Grundentlastungspatent“, das die „Aufhebung des bäuerlichen Unterthänigkeitsverhältnisses und der bäuerlichen Lasten, wie Robot und Zehent“ zum Inhalt hatte und das in bearbeiteter Form am 7. September 1848 Gesetz wurde.
Durch die fortdauernde Revolution in Ungarn kam es am 6. Oktober 1848 auch in Wien wieder zu Kämpfen. Mit dieser Oktoberrevolution fand die Revolution ihren Höhepunkt. Es gelang den Wiener Bürgern, Studenten und Arbeitern, die Hauptstadt in ihre Gewalt zu bringen, nachdem die Regierungstruppen geflohen waren. Die Revolution wurde am 31. Oktober 1848 blutig beendet, nachdem auch in Ungarn die Revolution mit Hilfe der russischen Armee niedergeworfen worden war. Der Reichstag versammelte sich in Kremsier, wo er im Winter 1848/49 die Verfassungsberatungen weiterführte und nahezu abschloss (Kremsierer Reichstag). Am 2. Dezember 1848 bestieg Franz Joseph I. den Thron und oktroyierte am 4. März 1849 eine neue, zentralistische, auf dem Boden des monarchischen Prinzips stehende Verfassung, die sogenannte „Oktroyierte Märzverfassung“. Der konstituierende Reichstag wurde am 7. März 1849 aufgelöst. Kaiser Franz Joseph kehrte zum Absolutismus zurück. Mit dem so genannten „Silvesterpatent“ vom 31. Dezember 1851 hob er Verfassung und Grundrechtspatent – mit Ausnahme weniger Bestimmungen, darunter das Grundentlastungspatent und die Modernisierung des Verwaltungswesens mit Gemeinden, Bezirkshauptmannschaften und einem staatlichen Gerichtswesen – auf. Erst im Jahre 1860 endete – zumindest ansatzweise – der „Neoabsolutismus“ und es kam zur Rückkehr zu einer konstitutionellen Staatsform.

## Ausführung des Grundentlastungspatentes
Regeln dafür sind im (ebenfalls als Grundentlastungspatent bezeichneten) Patent vom 4. März 1849 enthalten. Insgesamt war vorgesehen, dass bisher untertänige Bauern gegen Zahlung eines bestimmten Betrages das freie Eigentum an Grund und Boden erwerben konnten. Die davon betroffenen Grundstücke konnten dann frei, ohne weitere Rückfragen (oder sonstige Hindernisse durch die früheren Grundherrschaften, das frühere „Obereigentum“) weiterverkauft, getauscht, verpachtet oder belastet werden. Der Betrag ermittelte sich aus dem Zwanzigfachen der bisherigen jährlichen Abgaben. Von diesem Betrag wurde ein Drittel als abgegolten angesehen, das zweite Drittel war vom Land zu ersetzen und das dritte Drittel hatte der befreite Bauer – entweder in bar oder als Rente – zu tragen. Aufgrund des erforderlichen Geldaufwandes verschuldeten sich viele Bauern, und es kam zu neuer Abhängigkeit, diesmal von den Geldgebern. Erst weitere gesetzliche Bestimmungen 1867 beseitigten endgültig alle Erbpacht- und erbzinsrechtlichen Verhältnisse.

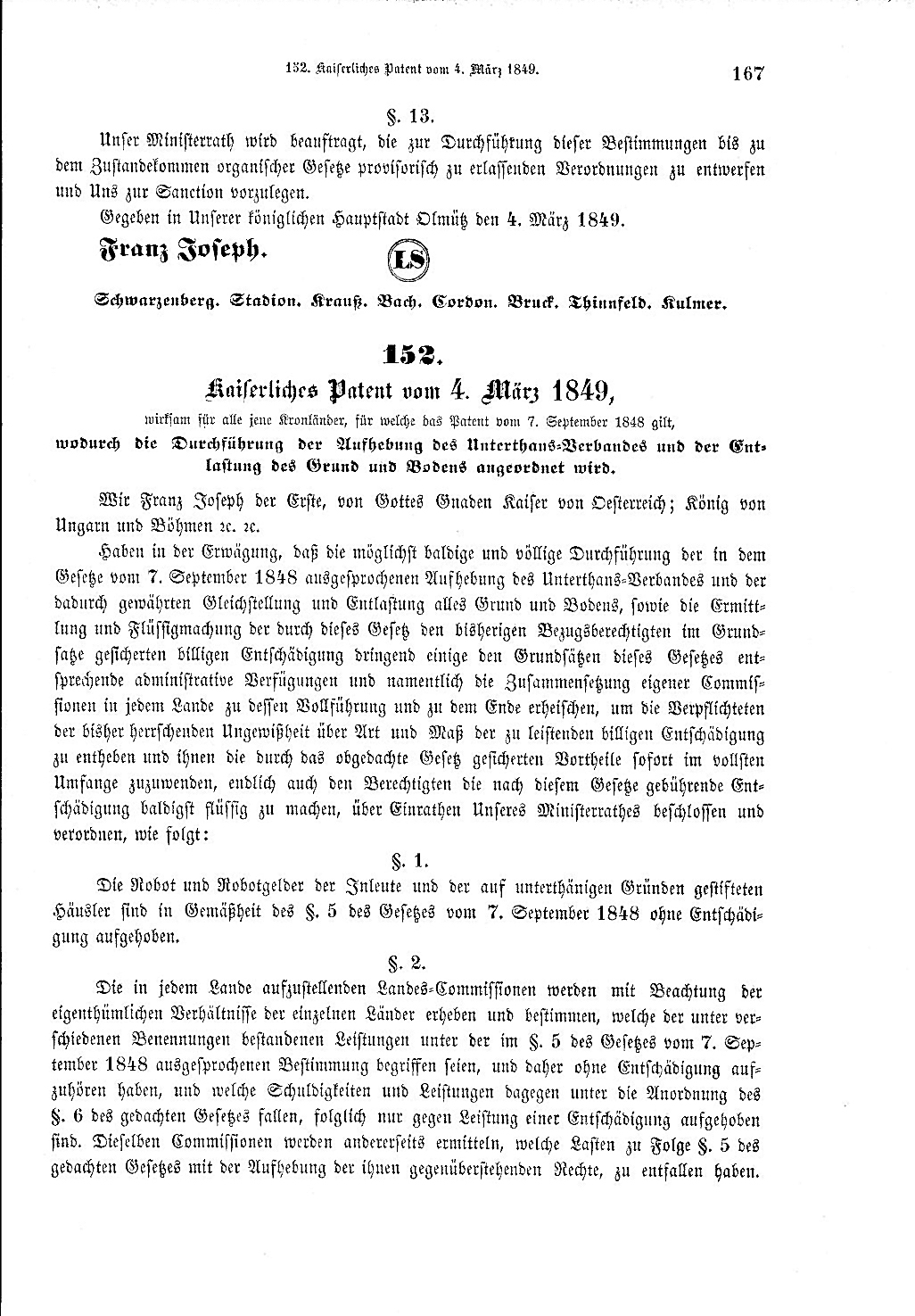
Erste Seite des Grundentlastungspatents vom 4. März 1849 u. a. mit ersatzloser Aufhebung von Robotleistungen
Die Grundentlastung beruhte auf einem behördlichen Verfahren (hier, 6. Mai 1853): Herrschaft Welsbergl, Graf Khunburg, Franz Weiß in Krast, Amt Bergrecht bei Arnfels, Leibnitz, Südweststeiermark, Kreisregierung Graz
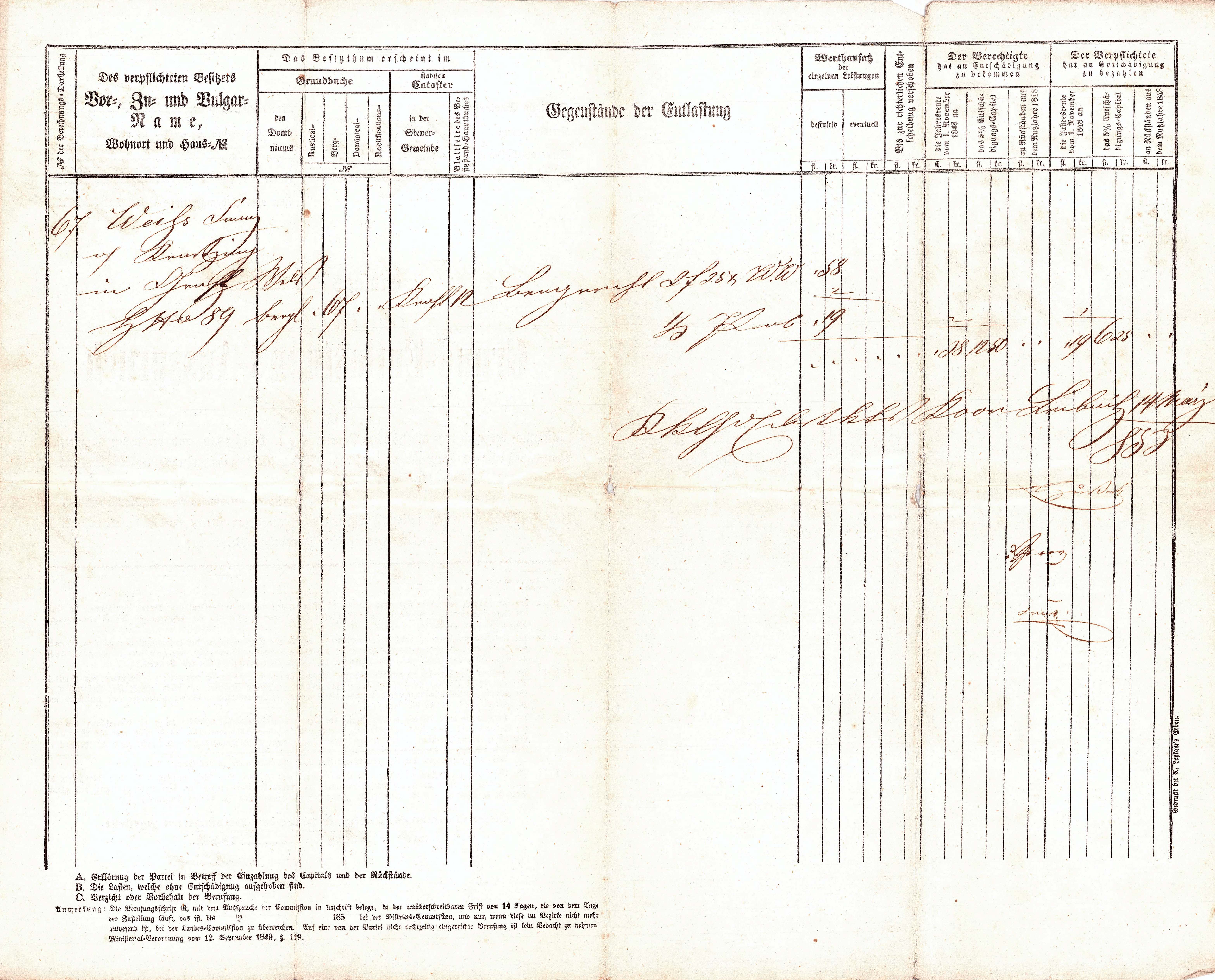
Berechnungsunterlagen für den kommissionellen Beschluss über die Entlastung und die Höhe der verbleibenden Leistungen; zu möglichen Rechtsmitteln siehe links unten auf diesem Formular
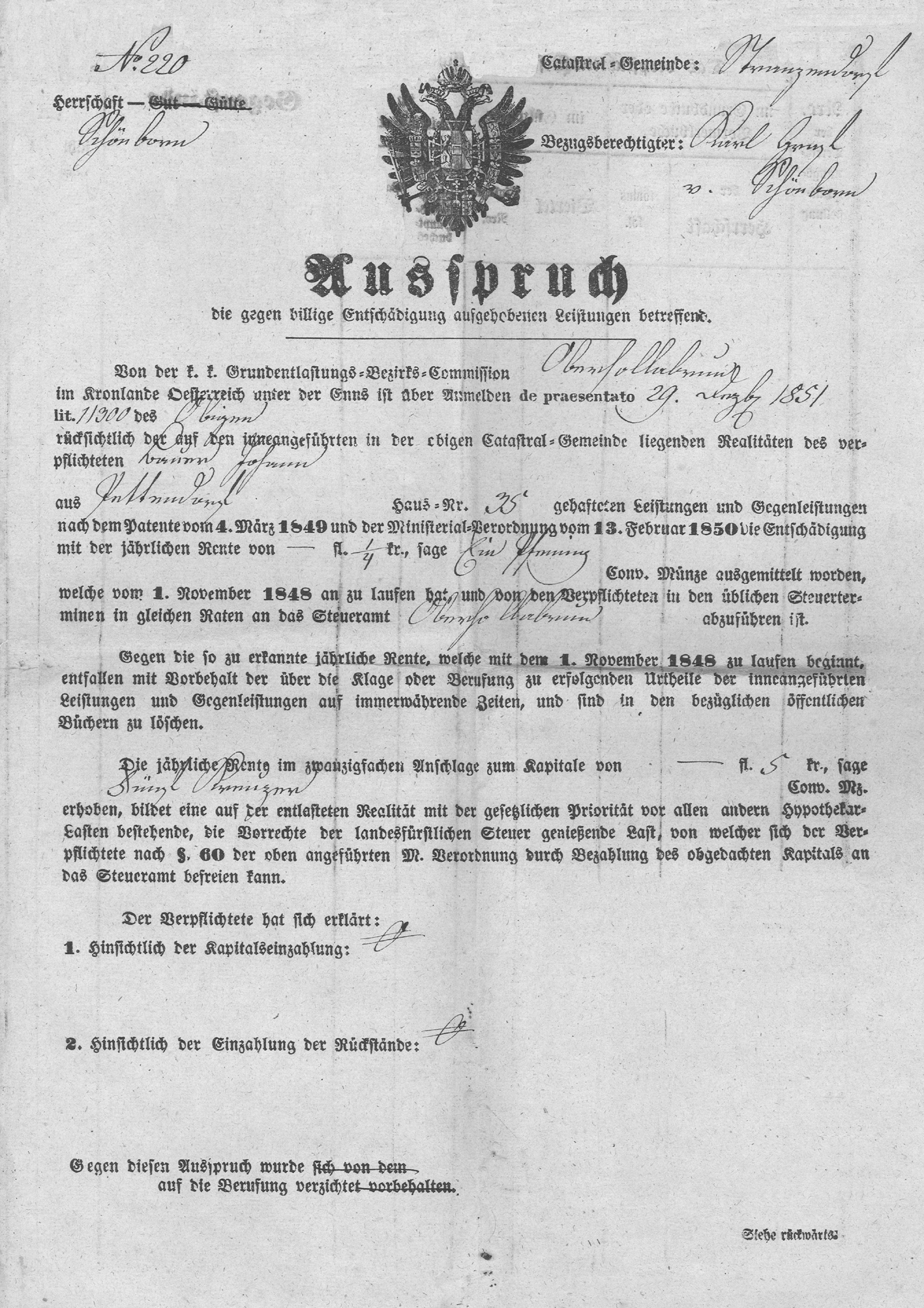
Grundentlastungsurkunde betreffend Graf Schönborn und Johann Bauer mit Grundstücken in Pettendorf bei Oberhollabrunn. Es ist u. a. eine Rente von einem viertel Kreuzer 20 Jahre lang zu bezahlen
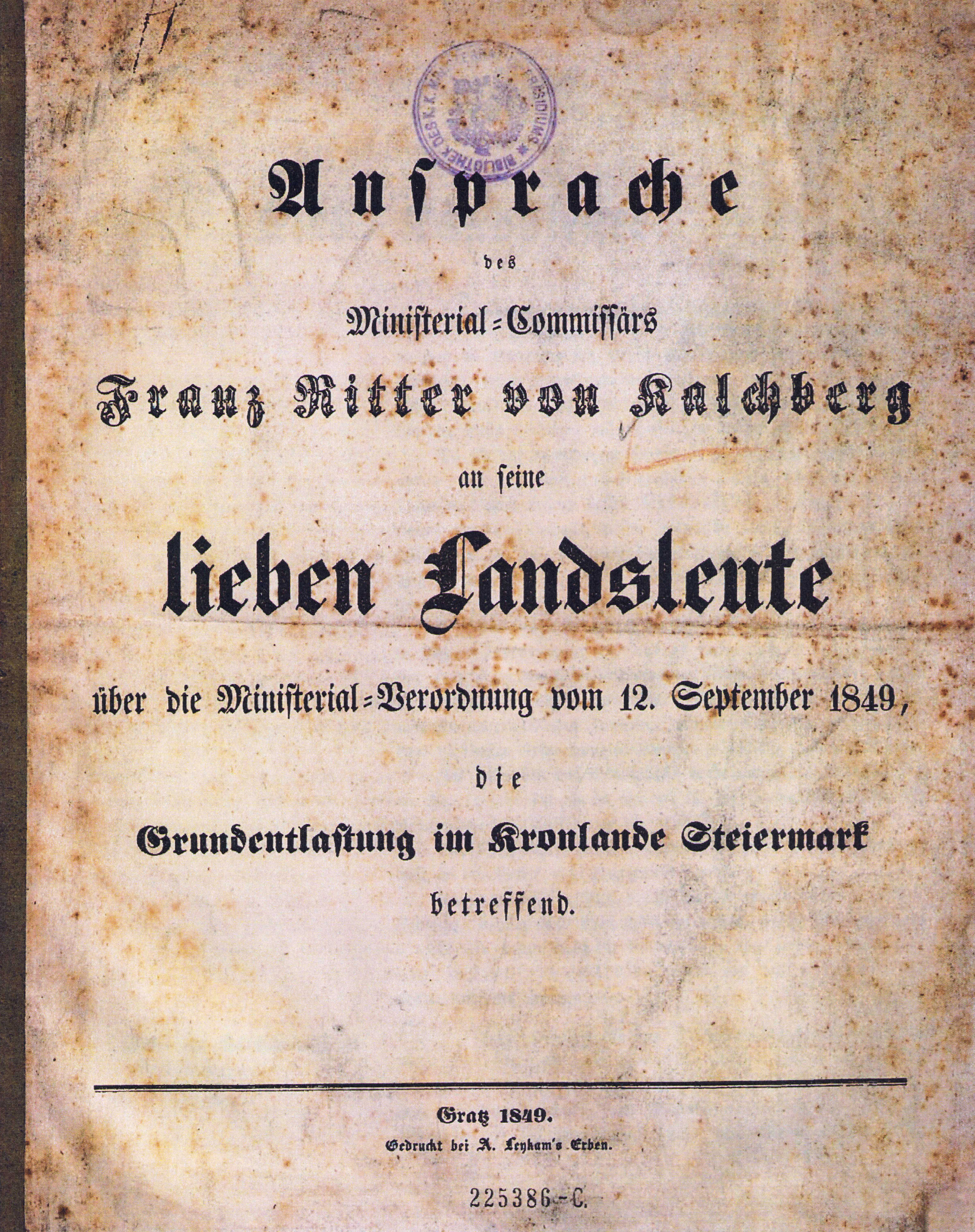
Die Maßnahmen wurden auch durch Publikationen und Vorträge erläutert (Franz von Kalchberg war Präsident der steirischen Grundentlastungskommission)
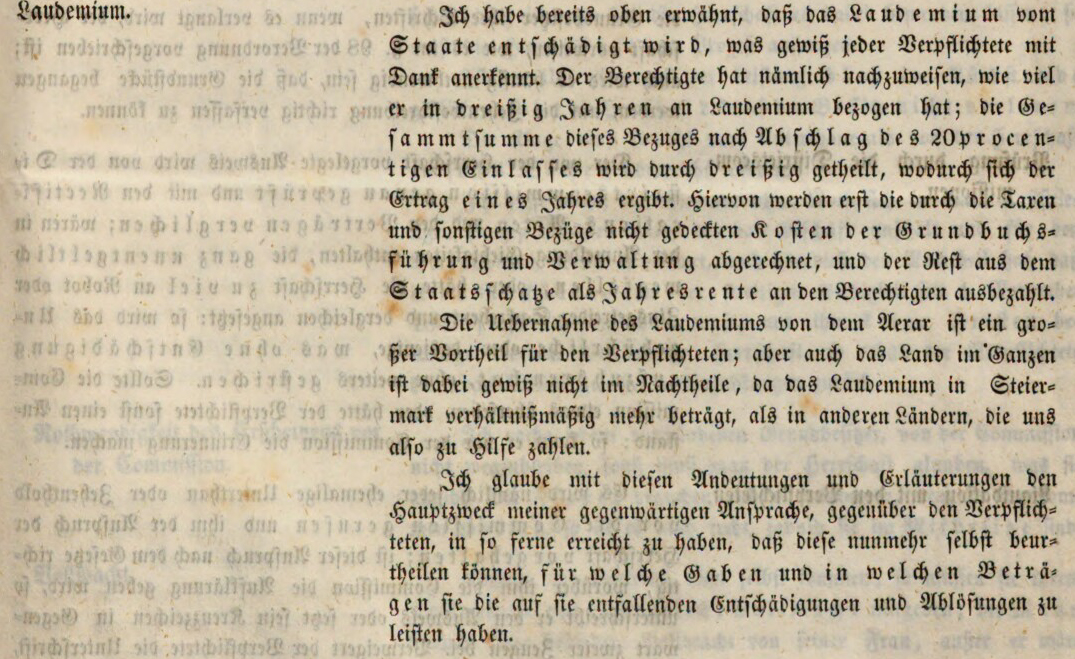
Das Regelwerk der Grundentlastung enthielt eine Reihe pauschalierender Vorgaben, hier zur Berechnung der Zahlungen zum Laudemium
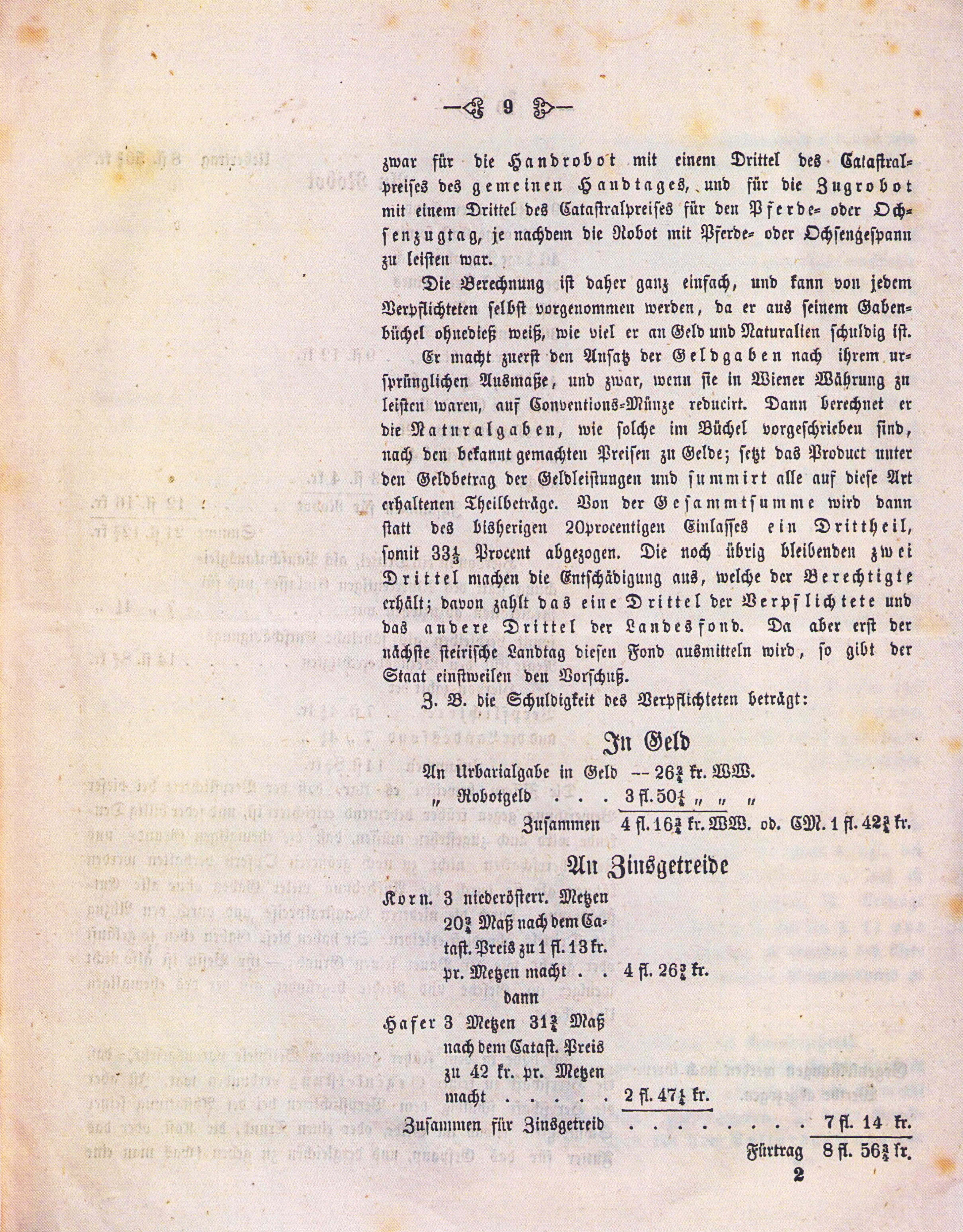
Die Drittelregelung umfasste Geld- und Naturalabgaben
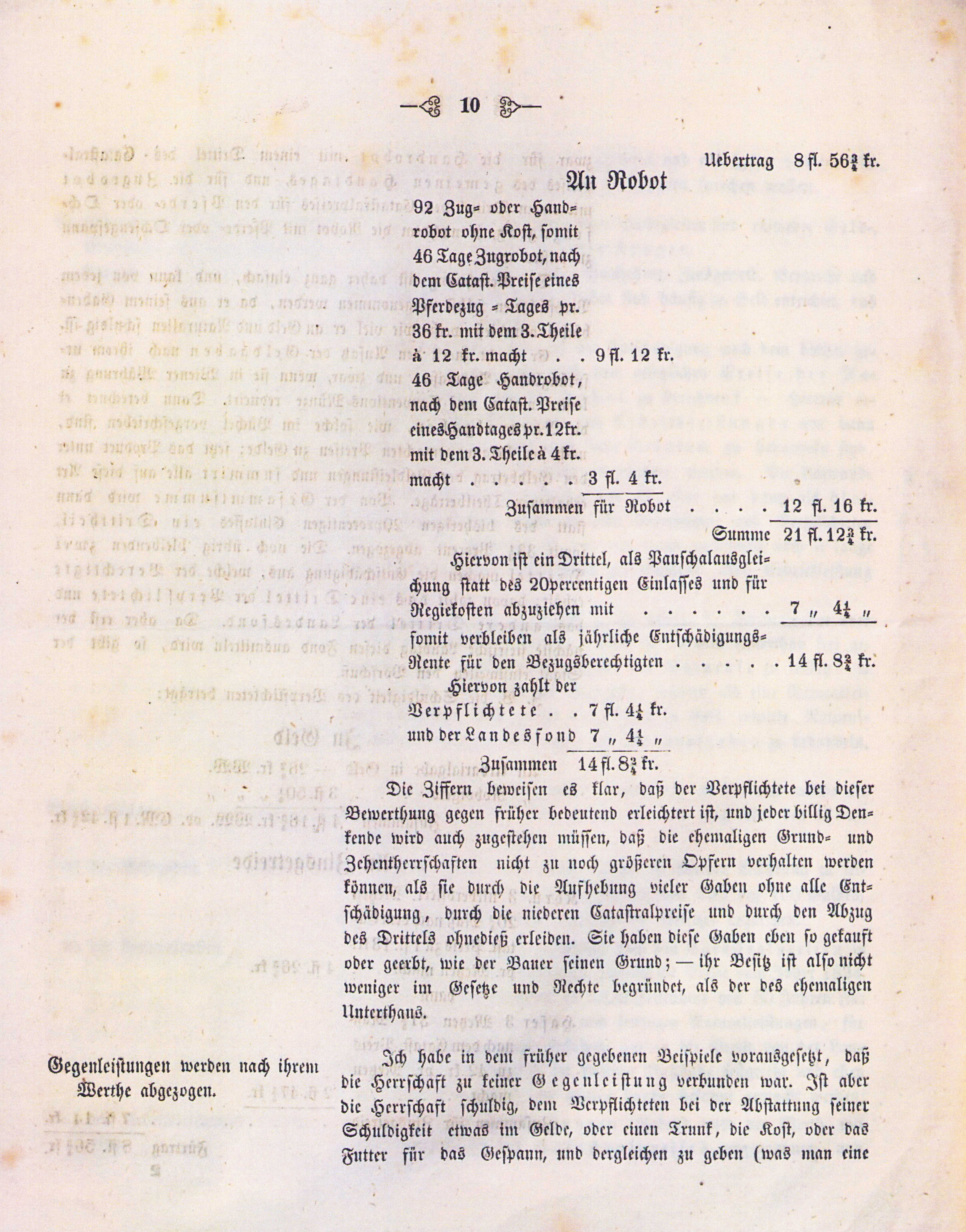
Die Robot fiel ebenfalls in die Drittelregelung
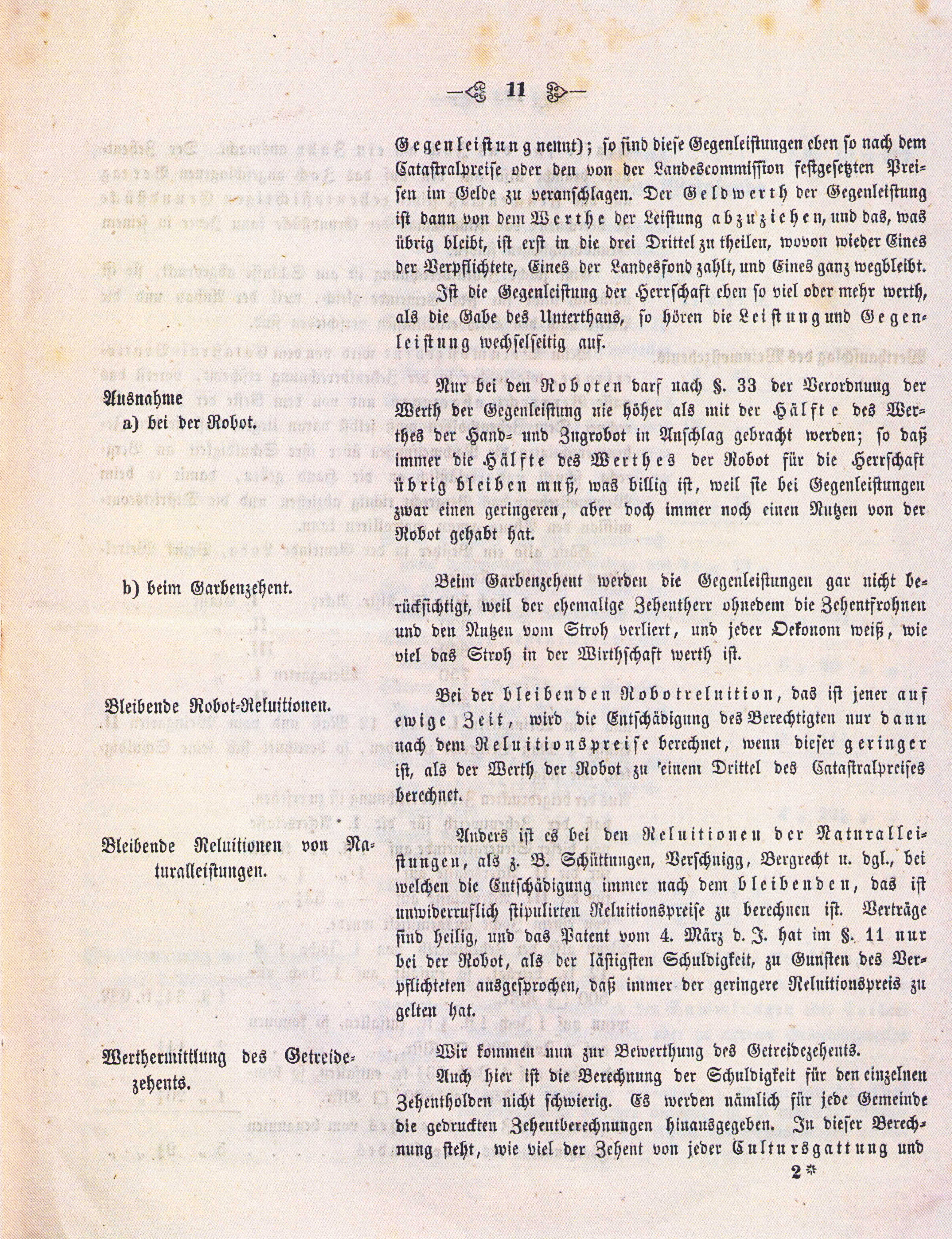
Wertermittlung bei den abzugeltenden Leistungen, Geld von Wiener Währung auf Conventionsmünze vermindert 250:100
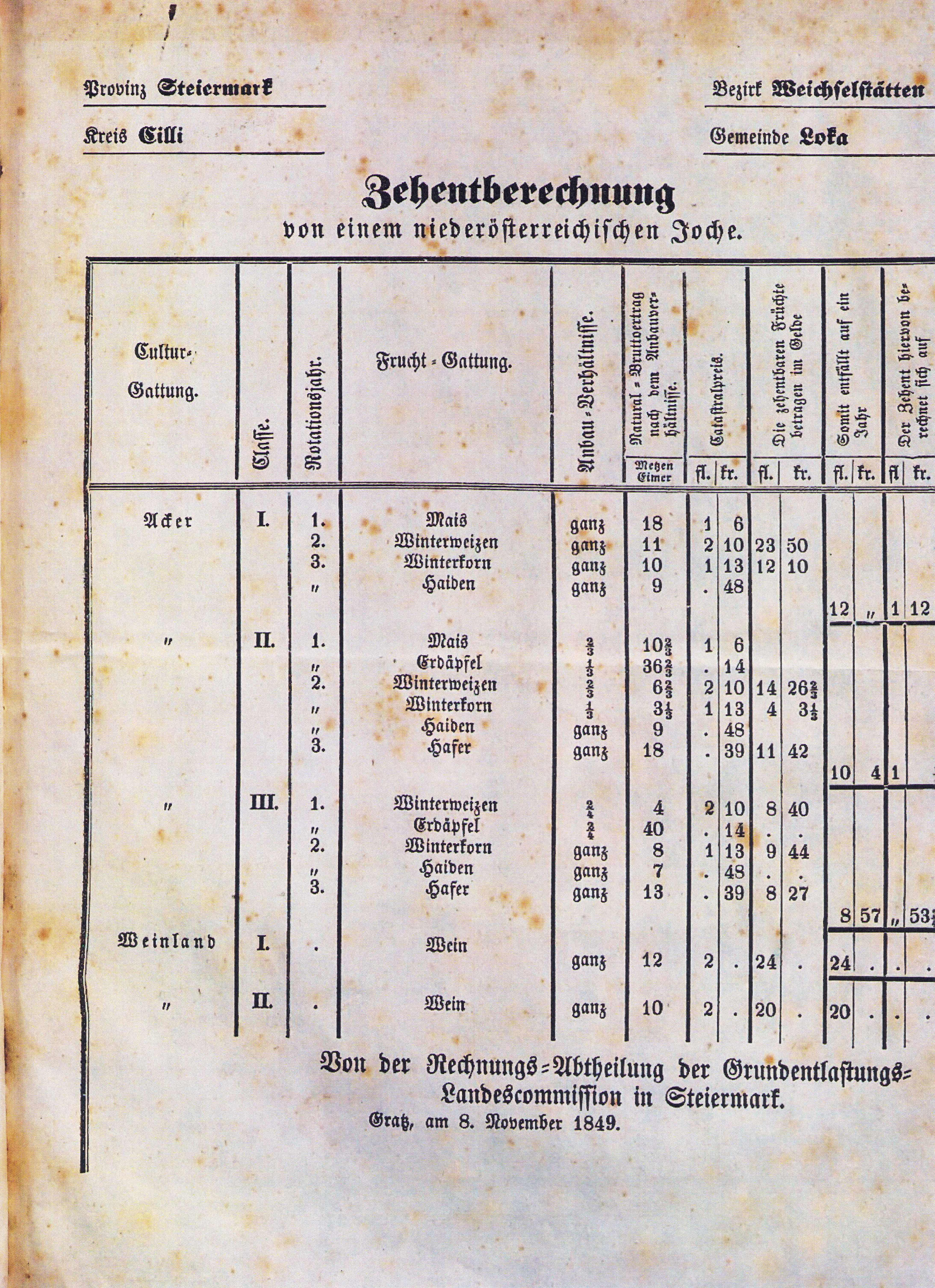
Berechnungsgrundlagen waren die veröffentlichten amtlichen Werte (Haiden=Buchweizen)